# Collombey
Collombey är huvudorten i kommunen Collombey-Muraz i kantonen Valais, Schweiz. 